# 庫務署
庫務署（英語：The Treasury）是中華人民共和國香港特別行政區政府財經事務及庫務局轄下的部門，負責編製和監管政府帳目，並管理相關的會計運作和程序。

## 歷任署長
- 趙仕雄
- 狄樂能（1997年2月－1999年2月）
- 沈文燾（1999年2月22日－2003年10月6日）
- 李李嘉麗（2003年10月7日－2009年1月15日）
- 李國楚（2009年1月16日－2011年1月19日）
- 黃徐玉娟（2011年1月20日－2014年1月20日）
- 蕭文達（2014年1月21日－2018年1月2日）
- 黃成禧（2018年1月3日—2021年10月13日 ）
- 張秀蘭（2021年10月14日一2025年1月15日）
- 吳維文（2025年1月16日一）

## 歷任副署長
- 沈文燾
- 李李嘉麗
- 黃徐玉娟
- 李國楚
- 黃成禧
- 張秀蘭
- 吳維文
- 黃麗娥

## 外部連結
- 香港特別行政區政府 庫務署 （页面存档备份，存于）